# RESTENA
Das RESTENA – Réseau Téléinformatique de l’Education Nationale et de la Recherche, zu Deutsch Computer-Kommunikations-Netzwerk des nationalen Schulwesens und der Forschung, ist ein Hochgeschwindigkeits-Datennetzwerk für Bildungs- und Forschungsinstitutionen im Großherzogtum Luxemburg. Es wurde 1989 in Betrieb genommen und 1992 an das Internet angeschlossen. Seit 2001 ist es Teil des Netzwerks GÉANT.
Es wird seit dem Jahr 2000 von der Fondation Restena, einer dem luxemburgischen Bildungs- und Forschungsministerium angegliederten Stiftung, betrieben. Zu den Gründungsmitgliedern der Stiftung gehören auch das Centre d’Études de Populations, de Pauvreté et de Politiques Socio-Economiques, das Centre de Recherche Public Gabriel Lippmann, das Centre de Recherche Public Henri Tudor, das Centre de Recherche Public Santé, die Universität Luxemburg (ehemals Centre Universitaire de Luxembourg) und das Institut Supérieur de Technologie (Luxemburg).
Der Verwaltungsrat der Stiftung ist mit Leitern der Mitgliedsinstitutionen, sowie mit Ministerialdirektoren aus den Ministerien für Bildung, Forschung und Finanzen besetzt.
Restena ist auch die Domain-Registry für Domains unterhalb der Top-Level-Domain LU. Außerdem betreibt es seit 1998 den Luxembourg Internet Exchange (LIX), eine Austauschplattform für IP-Traffic zwischen luxemburgischen Internet-Diensteanbietern.